# 長崎堂
株式会社長﨑堂（ながさきどう）は大阪市中央区心斎橋筋に本店・グループ本部を置く、カステラを中心とした菓子製造・販売業者。創業は1919年（大正8年）で、大阪で事業を始めたのは1923年（大正12年）である。
大阪では初めての長崎式の本格的カステラ製造業者とされる。卵、水飴、小麦粉、砂糖のみを使用し、保存料や添加物は使用していない。

## 歴史

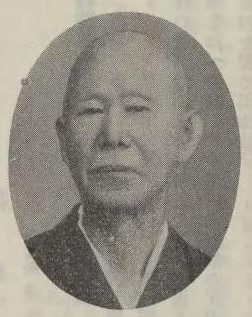
創業者の荒木源四郎

長崎市出身の荒木源四郎（1868年生まれ）は、1918年に三菱造船長崎造船所を退職後に事業家となり、その一環として長崎市内でカステラ店を買い取ってカステラ製造に乗り出した。1923年に大阪の天神橋に店舗を進出させたが、長崎での事業に失敗した荒木は1924年に大阪市東区で「合資会社長﨑堂」を設立した。
1930年代には特許を取った「缶詰カステラ」を製造販売し、広く評価を得た。
1951年に現在の心斎橋に本店を、1954年に周防町に本社を移す。1958年頃に経営が悪化し倒産、1960年に新会社「大阪長﨑堂」を設立した。

## 年表
- 1919年 - 初代荒木源四郎が長崎市千馬町に「扇正軒」を創業。
- 1924年 - 大阪に進出。
- 1928年 - 合資会社長﨑堂を設立。
- 1960年 - 組織を改め、株式会社大阪長﨑堂を設立。
- 1989年 - 社名を株式会社長﨑堂と改める。

## 事業所
- 本社・本店 - 大阪市中央区心斎橋筋2丁目1番29号
- 大阪工場 - 大阪市住吉区杉本2-5-12
- 南堀江工房 - 大阪市西区南堀江2-13-30
- 物流センター - 兵庫県西宮市甲子園浜3丁目1
- 東京支店 - 東京都品川区西五反田1-32-11-3階
- 名古屋支店 - 愛知県名古屋市西区牛島町5-2 名駅TKビル203号室
- 黒船 自由が丘本店 - 東京都目黒区自由が丘1-24-11
- 然花抄院 本店 - 京都府京都市中京区蛸薬師町271-1

## グループ企業
- 黒船
- 然花抄院
- 沖縄長﨑堂

なお、1938年に合資会社長﨑堂名古屋支店として開設した、同根・同業・同名の企業（法人番号 5180001076265）はグループ企業ではない。こちらの株式会社長﨑堂は愛知県小牧市大字西之島字丁田1915番地1に本社を置き、「尾張名古屋 長﨑堂」と通称されている。

## 店舗
- 心斎橋本店 - 大阪市中央区心斎橋筋2丁目1番29号
- 住吉店 - 大阪市住吉区杉本2-5-12

## 主な商品
- カステーラ - 大阪産（もん）名品認証商品[6]
- 抹茶カステーラ
- 珈琲カステーラ
- 復元カステーラ
- ヴァッフェル - 大阪産（もん）名品認証商品[6]
- 栗入りみかさ
- カステララスク - 大阪産（もん）名品認証商品[6]
- 心斎橋ポテト
- クリスタルボンボン
- 虹のかけら
- 赤米饅頭